# Joe Hisaishi
Mamoru Fujisawa (Japans: 藤澤 守, Fujisawa Mamoru) (Nakano, 6 december 1950), beter bekend als Joe Hisaishi (久石 譲, Hisaishi Jō), is een Japans componist, dirigent, arrangeur, letterzetter en auteur. Hisaishis muziek is bijzonder door de vele verschillende muziekgenres, waaronder minimalistisch, elektronisch en klassiek. Hisaishi is vooral bekend door zijn werk met animator Hayao Miyazaki en zijn studio, genaamd Studio Ghibli. Voorbeelden van animatiefilms van Miyazaki gecomponeerd door Hisaishi zijn: Nausicaä of the Valley of the Wind, My Neighbor Totoro, Kiki's Delivery Service, Porco Rosso, Princess Mononoke, Spirited Away, Howl's Moving Castle en Ponyo on the Cliff by the Sea. Tevens schreef hij de muziek voor het PlayStation 3-spel Ni No Kuni: Wrath of the White Witch, ook geproduceerd door Studio Ghibli (en ontwikkelaar Level 5). Hij is ook erkend door soundtracks die hij componeert voor filmmaker Takeshi Kitano.

## Biografie
Joe Hisaishi werd geboren in de Japanse stad Nakano als Mamoru Fujisawa (藤泽 守: Fujisawa Mamoru). Toen hij op vijfjarige leeftijd startte met vioollessen ontdekte Hisaishi zijn passie voor muziek. In 1974 genoot hij van zijn eerste succes toen hij muziek ging componeren voor een kleine animatiefilm. Rond 1975 presenteerde Hisaishi zijn eerste publieke optreden. Zijn eerste album, genaamd MKWAJU, werd uitgebracht in 1981. In 1983 werd Hisaishi onder zijn nieuwe naam aanbevolen door een platenmaatschappij om diverse singles voor de animatiefilm Nausicaä of the Valley of the Wind te componeren. Hisaishi en de regisseur van de animatiefilm, Hayao Miyazaki, werden na dit project vrienden en begonnen vanaf toen regelmatig samen te werken. In 2008 componeerde hij alle muziek voor de film Departures. 
Zijn carrière bleef groeien waarna hij een eigen label startte, genaamd Wonder Land Inc. Als gevolg van zijn werk door de jaren heen, won Hisaishi zesmaal (1992, 1993, 1994, 1999, 2000 en in 2009) een Japanse Academy Award in de categorie beste muziek. In november 2009 werd hij bekroond met een eremedaille, uitgereikt door de regering van Japan.

## Filmografie
- 1977: New Star of the Giants = Alleen de muziek van de character Ban Chuuta
- 1981: Mobile Suit Gundam II Soldiers Of Sorrow
- 1982: Genesis Climber Mospeada
- 1982: Galaxy Whirl Sasuraiger
- 1982: Tekuno porisu 21c
- 1982: The Wizard of Oz
- 1984: Nausicaä of the Valley of the Wind
- 1984: W's Tragedy
- 1984: Birth
- 1985: Genesis Climber Mospeada: Love Live Alive
- 1985: Early Spring Story
- 1985: Haru no kane
- 1986: Atsujin jiken
- 1986: Laputa: Castle in the Sky
- 1986: Maison Ikkoku
- 1986: Arion
- 1987: Koibitotachino jikoku
- 1987: The Drifting Classroom
- 1987: Robot Carnival
- 1987: This Story of Love
- 1987: Don Matsugoro's Big Adventure
- 1988: My Neighbor Totoro
- 1988: Yakuza tosei no sute kina memmen
- 1988: Guriin rekuiemu
- 1989: Venus Wars
- 1989: Kiki's Delivery Service
- 1989: Free and Easy II
- 1990: Peesuke: Gatapishi monogatari
- 1990: Tasmania Story
- 1990: Kanbakku
- 1991: Deer Friend
- 1991: Chizuko's Youger Sister
- 1991: A Scene at the Sea
- 1991: The Passage to Japan
- 1992: Porco Rosso
- 1992: The Rocking Horsemen
- 1993: Haruka, nosutarujii
- 1993: Sonatine
- 1993: Mizu no tabibito: samurai kizzu
- 1994: Turning Point
- 1996: Kids Return
- 1997: Princess Mononoke
- 1997: Fireworks
- 1997: Parasite Eve
- 1998: Diary of Early Winter Shower
- 1998: Kikujiro
- 2000: First Love
- 2000: Kawa no nagare no you ni
- 2000: Brother
- 2000: Spirited Away
- 2000: Quartet
- 2000: Le petit poucet
- 2002: Dolls
- 2003: When Last Sword is Drawn
- 2004: Howl's Moving Castle
- 2005: Welcome to Dongmakgol
- 2005: Yamato
- 2005: A Chinese Tall Story
- 2006: The Postmodern Life of My Aunt
- 2007: Mari to koinu no monogatari
- 2008: Ponyo on the Cliff by the Sea
- 2008: Departures
- 2008: I Want to Be a Shellfish
- 2008: Sunny et I'éléphant
- 2009: A Tale of Ululu's Wonderful Forest
- 2010: Ocean Paradise
- 2010: Villain
- 2010: Let the Bullets Fly
- 2011: Rest on Your Shoulder
- 2012: Casting Blossoms to the Sky
- 2012: Tenchi: The Samurai Astronomer
- 2012: Sweet Heart Chocolate
- 2013: Tokyo Family
- 2013: Miracle Apples
- 2013: The Wind Rises
- 2013: The Tale of the Princess Kaguya
- 2014: The Little House
- 2014: Zakurozake no adauchi